# Thagria minuta
Thagria minuta är en insektsart som beskrevs av Nielson 1977. Thagria minuta ingår i släktet Thagria och familjen dvärgstritar. Inga underarter finns listade i Catalogue of Life.